# Campylocentrum lansbergii
Campylocentrum lansbergii  é uma espécie de orquídea, família Orchidaceae, que existe no Brasil e venezuela. Trata-se de planta epífita, ocasionalmente rupícola, monopodial, com caule alongado, cujas inflorescências brotam do nódulo do caule oposto à base da folha. As flores são minúsculas, brancas, de sépalas e pétalas livres, e nectário na parte de trás do labelo. Pertence à secção de espécies de Campylocentrum com folhas planas e ovário pubescente ou verrucoso, com nectário longo.

## Publicação e sinônimos
- Campylocentrum lansbergii (Rchb.f.) Schltr., Repert. Spec. Nov. Regni Veg. Beih. 6: 100 (1921).

Sinônimos homotípicos:
- Angraecum lansbergii Rchb.f., Ned. Kruidk. Arch. 4: 316 (1859).
- Aeranthes lansbergii (Rchb.f.) Rchb.f. in W.G.Walpers, Ann. Bot. Syst. 6: 901 (1864).
- Epidorkis lansbergii (Rchb.f.) Kuntze, Revis. Gen. Pl. 2: 660 (1891).